# 杜けあき
杜 けあき（もり けあき、1959年7月26日 - ）は、日本の女優。元宝塚歌劇団雪組トップスター。
宮城県仙台市、仙台白百合学園高等学校出身。身長165cm。血液型AB型。愛称は「もりちゃん」。「かりんちょ（カリンチョ）」。

## 来歴
1977年、宝塚音楽学校入学。
1979年、宝塚歌劇団に65期生として入団。入団時の成績は7番。花組公演「花影記／紅はこべ」で初舞台。
1980年、雪組に配属。
入団3年目の1981年、「彷徨のレクイエム」で新人公演初主演。芝居心を感じさせる演技で注目を集め、以降はほとんどの新人公演で主演を務めるようになる。
1983年の「恋のトリコロール」でバウホール公演初主演。入団5年目でのバウホール初主演は、当時の最年少記録を更新した。
入団7年目の1985年、平みちに次ぐ雪組2番手に昇格するというスピード出世を果たす。
1988年、入団10年目の早さで雪組トップスターに就任。相手役に鮎ゆうきを迎え、「ムッシュ・ド・巴里／ラ・パッション!」でトップコンビ大劇場お披露目。
1991年に鮎ゆうきが退団後は、紫ともを新しい相手役に迎え、翌年の「この恋は雲の涯まで」で新トップコンビ大劇場お披露目。
1993年3月31日、「忠臣蔵」東京公演千秋楽をもって、宝塚歌劇団を退団。同公演は、旧宝塚大劇場の最後を飾る作品ともなった。
退団後は舞台を中心に幅広く活動している。

## 宝塚歌劇団時代の主な舞台

### 初舞台
- 1979年3 - 5月、花組『花影記』『紅はこべ』（宝塚大劇場のみ）

### 雪組時代
- 1980年10月、『花の舞拍子』／『青き薔薇の軍神』（アンジェリク (宝塚歌劇)）新人公演：ニコラ（本役：山城はるか）
- 1981年5月、『彷徨のレクイエム』新人公演：コビリンスキー（本役：寿ひずる） 新人公演初主演[8]
- 1981年9月、『暁のロンバルディア』（バウ）リカルド
- 1981年11月、『かもめ翔ぶ海』新人公演：島田悠太郎（本役：麻実れい）『サン・オリエント・サン 新人公演主演[8]
- 1982年8月、『ジャワの踊り子』（東宝）イブラヒム、新人公演：アリ・アディナン（本役：麻実れい） 新人公演主演[13]
- 1982年11月、『パリ変奏曲』パック軍曹、新人公演：ボルスタイン伯カール・ハインリッヒ（本役：麻実れい）『ゴールデン・ドリーム』 新人公演主演[13]
- 1983年5月、『うたかたの恋』新人公演：ルドルフ皇太子（本役：麻実れい）／『グラン・エレガンス』 新人公演主演[14]
- 1983年8月、『ブルー・ジャスミン』ハッサン、新人公演：カシム・ベン・フセイン王子（本役：麻実れい）／『ハッピーエンド物語』 新人公演主演[14]
- 1983年10月、『恋のトリコロール』（バウホール）フレッド・フォスター／モーリス バウ初主演[10]
- 1984年2月、『うたかたの恋』モーリス大尉／『ハッピーエンド物語』（中日）
- 1984年3月、『風と共に去りぬ』チャーリー、新人公演：レッド・バトラー（本役：麻実れい） 新人公演主演[15]
- 1984年9月、『千太郎纏しぐれ』三次、新人公演：千太郎（本役：麻実れい）／『フル・ビート』 新人公演主演[15]
- 1985年1月、『花夢幻』／『はばたけ黄金の翼よ』ジュリオ・タデル・カンポ、新人公演：ヴィットリオ・アラードロ（本役：麻実れい） 新人公演主演[15]
- 1985年2月、『フロムハート物語』（バウ）アル・ブライト
- 1985年6月、『愛のカレードスコープ』カール王子／『アンド・ナウ!』
- 1985年9月、『はばたけ黄金の翼よ』ファルコ・ルッカ／『フル・ビート』（全国ツアー）
- 1986年1月、『ショーボート』（バウ・東京特別）ジョー
- 1986年2月、『大江山花伝』渡辺綱／『スカイ・ハイ・スカイ』
- 1986年4月、『ヴァレンチノ』（バウホール）ルドルフ・ヴァレンチノ バウ主演[16]
- 1986年8月、『三つのワルツ』ヨハン・ブルンネル
- 1987年2月、『誇りたかき愛の詩』（バウホール）モーリス・ランディ中尉 バウ主演[16]
- 1987年3月、『宝塚をどり讃歌』／『サマルカンドの赤いばら』イヴン・アラジン
- 1987年9月、『梨花 王城に舞う』范文虎／『ザ・レビュースコープ』
- 1988年1月、『風と共に去りぬ』アシュレ・ウイルクス
- 1988年2月、『レッドヘッド』（バウホール・青山劇場）トム・バクスター 東上初主演[17]
- 1988年7月、『たまゆらの記』首皇子／『ダイナモ!』
- 1988年8月、『おもかげ草子』（バウホール・日本青年館）坂田伊左衛門 東上主演[17]

### 雪組トップスター時代
- 1989年2月、『ムッシュ・ド・巴里』フランソワ・ヴィヨン（ビリー・クレイボーン）『ラ・パッション!』 大劇場トップお披露目公演[11]
- 1989年8月、『ベルサイユのばら - アンドレとオスカル編- 』アンドレ
- 1990年1月、『天守に花匂い立つ』加納真之介宗治／『ブライト・ディライト・タイム』
- 1990年6月、『黄昏色のハーフムーン』フィリップ／『パラダイス・トロピカーナ』
- 1990年9月、『天守に花匂い立つ』加納真之介宗治／『ブライト・ディライト・タイム』（全国ツアー）
- 1991年2月、『花幻抄』／『スイート・タイフーン』
- 1991年3月、『ベルサイユのばら - オスカル編- 』（月組公演）アンドレ
- 1991年4月、『ベルサイユのばら - オスカル・アンドレ編 - 』（全国ツアー）オスカル
- 1991年8月、『華麗なるギャツビー』ジェイ・ギャツビー／『ラバーズ・コンチェルト』
- 1991年10月、『スポットライト・マジック』（バウ）
- 1992年2月、『華麗なるギャツビー』ジェイ・ギャツビー／『ラバーズ・コンチェルト』（中日）
- 1992年4月、『この恋は雲の涯まで』源義経、杉目小太郎
- 1992年8月、『ヴァレンチノ』（バウ・東京特別・名古屋特別公演）ルドルフ・ヴァレンチノ
- 1992年10月、『忠臣蔵〜花に散り雪に散り〜』大石内蔵助 退団公演[18]
- 1993年1月、2月、『ヴァレンチノ』1月19日から1月29日まで東京・日本青年館[19]にて公演。2月1日から2月9日まで名古屋・中日劇場[19]にて公演。[19][20] ルドルフ・ヴァレンチノ[21]

## 宝塚歌劇団退団後の主な活動

### 舞台
- 1993年5月 ガイズ&ドールズ 日生劇場 サラ
- 1993年7月 犬神家の一族 芸術座 野々宮珠世
- 1993年10月 女人太閤記 ：三越劇場 可音
- 1994年5月 津和野の女 - 炎の女優 伊沢蘭奢の生涯  帝劇
- 1994年6月 犬神家の一族 名鉄ホール 野々宮珠世
- 1994年11月 ザ・近松　近鉄劇場   おさん
- 1995年2月 新版　滝の白糸　帝劇　秋月品子
- 1995年7月 新版　滝の白糸　飛天　秋月品子
- 1996年1月 祇園の姉妹 芸術座 吉沢の妹
- 1996年6月 わが心の龍馬 飛天
- 1996年9月 新おんたたちの同窓会 名鉄ホール
- 1996年11月 雪の夢 華のゆめ　明治座：大石りく
- 1997年2月 ラヴ・レターズ サンケイホール
- 1997年7月 六十の手習い 名鉄ホール
- 1997年10月 菊がさね 東京宝塚：鹿の子
- 1998年 2月 出雲の阿国 明治座：阿国
- 1998年 8月 屋根の上のヴァイオリン弾き 帝劇：ツァイテル
- 1998年10月 迷宮伝説 近鉄劇場
- 1999年1月 初姿次郎長富士 明治座
- 1999年7月 佐渡島他吉の生涯 飛天
- 1999年11月 天翔ける虹 明治座
- 2000年 2月　妻たちの季節  名鉄ホール：真佐子
- 2000年 7月 出雲の阿国 博多座：阿国
- 2000年 9月 木曽義仲と三人の女  明治座：巴
- 2000年11月 不死鳥よ波濤を越えて  梅田コマ劇場：藤原雅子・紫蘭
- 2001年 5月 暴れん坊将軍 大阪新歌舞伎座
- 2001年 7月 風と共に去りぬ 帝劇：メラニー
- 2001年10月 いのち燃ゆるとき 明治座：お篠
- 2002年 1月 不死鳥よ波濤を越えて  新宿コマ劇場：藤原雅子・紫蘭
- 2002年 3月 風の砦 明治座
- 2002年 5月 からくりお楽 帝劇
- 2002年 9月 佐渡島他吉の生涯 明治座
- 2003年 5月 風と共に去りぬ 帝劇：メラニー
- 2003年 9月 暴れん坊将軍 御園座
- 2004年 2月 しあわせ家族 名鉄ホール
- 2004年 5月 サウンド・オブ・ミュージック　博多座：エルザ
- 2005年 2月 BAT BOY THEATRE1010他
- 2005年 7月 佐渡島他吉の生涯 御園座
- 2006年 1月 BAT BOY 東京厚生年金会館他
- 2006年 3月 剣客商売 明治座
- 2006年10月 風と共に去りぬ 博多座：メラニー
- FAME 2006年11月11日初日・座長MA（ミュージカルアカデミー）
- 2007年 3月 大奥 御園座
- 2007年 5月 くたばれ!ヤンキース 青山劇場：メグ
- 2007年10月 売らいでか! 梅田芸術劇場
- 2008年 6月 ハロルドとモード 天王洲銀河劇場
- 2008年 9月 罠 サンシャイン劇場
- 2009年 1月 スーザンを探して シアタークリエ
- 2009年 6月 頭痛肩こり樋口一葉 浅草公会堂：稲葉鑛
- 2009年 7月 オペラ・ド・マランドロ 東京芸術劇場:シュトリーデル夫人
- 2010年 1月 キャバレー 日生劇場
- 2010年 4月 ブラッド・ブラザーズ シアター1010：ミセス・ライオンズ
- 2010年 8月 エリザベート 帝劇：ゾフィ[注釈 1]
- 2012年 5月 エリザベート 帝劇：ゾフィ[注釈 1]
- 2011年 1月 DREAM TRAIL 宝塚伝説 青山劇場他
- 2011年 4月 おもひでぽろぽろ 銀河劇場：タエ子の母親役
- 2011年 7月 嵐が丘 赤坂ACRシアター他
- 2011年12月 ア・ソング・フォー・ユー 新国立劇場中劇場
- 2012年 3月 キャバレー 東京国際フォーラムホールC
- 2012年12月 100歳の少年と12通の手紙 東京グローブ座
- 2013年 3月 新幹線 おそうじの天使たち アイシアタートーキョー：多恵子
- 2013年10月 DREQM.A DREAM 東急シアターオーブ他
- 2014年 2月 おもひでぽろぽろ エレトロンホール宮城他
- 2014年 4月 人生･おきあがりこぼし 三越劇場
- 2014年 5月 CELEBRATION 100! Takarazuka 青山劇場他
- 2014年 8月 伯爵夫人の相続人 リーガロイヤルホテル東京
- 2014年10月 安倍晴明 大槻能楽堂
- 2015年 2月 約束 リーガロイヤルホテル東京
- SUPER GIFT! （2015年9月 - 10月）
- CHICAGO THE MUSICAL 宝塚歌劇OGバージョン（2016年7月 - 8月）：看守ママ・モートン
- 2017年 7月 ソ→ォス!  全労済ホール/スペース・ゼロ(新宿)
- 2025年 3月、朗読劇 忠臣蔵 よみうり大手町ホール・兵庫県立芸術文化センター[22]

### ドラマ
- はぐれ刑事純情派（テレビ朝日・東映）
  - 第6シリーズ 第14話「蘭の鉢植えを持つ女・見えない絆」（1993年） - 森川亜紀子
  - 第12シリーズ 第25話「死体は整形していた!?夫をほめる女」（1999年） - 内野陶子
  - 第13シリーズ 第14話「花に殺意を!? 嫉妬する女！」（2000年） - 大友映子
- さすらい刑事旅情編 最終シリーズ第20話「親切強盗!?お呪いを信じる女」（1995年、テレビ朝日・東映）
- 天空に夢輝き 手塚治虫の夏休み（1995年、NHK）天津乙女
- 火曜サスペンス劇場（日本テレビ）
  - 女弁護士・高林鮎子17（1995年） - 西川靖江
  - 当番弁護士6（1998年） - 谷沢美佐子
- 風の刑事・東京発! 第14話「北九州行き!結婚サギ師の女」（1996年、テレビ朝日・東映）
- 水戸黄門（TBS・C.A.L.）
  - 第23部 第40話「闇を切り裂く白頭巾・江戸」（1995年） - 歌川扇之助
  - 第24部
    - 第8話「謎の美剣士！紅夜叉・岡山」（1995年） - 美里
    - 第35話「悪を懲らした三春駒・三春」（1996年） - 弥生

  - 第25部 第20話「愛を探した忍びの女・大田」 - おつね
- 土曜ワイド劇場（テレビ朝日）
  - 湯けむり受胎旅行連続殺人1（1997年、） - 景山悠子
  - 西村京太郎トラベルミステリー32（1998年、東映） - 原田秋子
  - 西村京太郎トラベルミステリー46（2006年、東映） - 柏木めぐみ
- 漫画家・真行寺華美の殺人レシピ1（1999年、TBS） - 芳川雪乃
- 暴れん坊将軍 最終回スペシャル（2003年、テレビ朝日・東映）
- 天花（2004年、NHK）
- 僕らプレイボーイズ 熟年探偵社 第7話（2015年、テレビ東京・The icon） - 加藤妙子

### ラジオ
- 「午後のまりやーじゅ」（2015年4月 - 2016年3月NHKラジオ第一） - 火曜日パーソナリティー
- 「 ごごラジ!」(火曜担当： 2016年10月4日 - 2018年3月6日（前番組『午後のまりやーじゅ』から続投）[23]
- 「杜けあきの思い残す事はござらん」voicy配信。[24]

### CM
- 菓匠三全「萩の月」

## ディスコグラフィー
参加作品・映像作品などを記述。
- 「花と愛のたからづか」(LP(3枚組)/TP-60484・CD/TOCT-5935-5936)[25]
- 「朝香じゅん/杜けあき 宝塚青春のアルバム Ⅰ」(LP/TMP-1101)
- 「愛の詩(ポエム)」(初ソロCD/TMPC-115A）[26]
- 「夢、そして今/ハーバー・ライト・メモリーズ」(シングルCD/TMPC-134A）
- 「想い出を抱きしめて」(CD/TMPC-161A)[27]
- 「ほ・ほ・え・み」退団記念アルバム (CD/TMPC-165B)
- 「愛の行方/愛しているのはあなただけ」（CDシングル/APDA-152 1995年8月） ※表題曲は、映画『きけ、わだつみの声 Last Friends』イメージソング。高見沢俊彦がプロデュース・作詞・作曲。杜と高見沢は、この仕事以来良き友人関係にあるとのこと。
- 「花は咲く」（CDマキシシングル 2012年5月23日発売） ※NHK東日本大震災復興応援ソング、花は咲くプロジェクトのメンバーとして歌唱参加、作詞：岩井俊二、作曲・編曲：菅野よう子
- 「最後の雨」- 宝塚歌劇団OGによるカバーアルバム『麗人 REIJIN』（2015年1月21日発売/VICL-64278）に収録[28]。
- 「恋」(麗人 REIJIN -Showa Era-/VICL-64369）
- 「ギザギザハートの子守唄」(麗人 REIJIN Season 2 "Festa"/ VICL-64614)
- 「枯葉」「誰もいない海」- 越路吹雪トリビュートアルバム『越路吹雪に捧ぐ』（2016年12月21日/UPCY-7215）に収録。[29][30]
- 「誰もいない海」「愛の讃歌」越路吹雪トリビュート・アルバム」(CD/TOCT-24191・24192)[31]
- 「Dream trail-宝塚伝説 Dream trail legend of Takarazuka : Takarazuka way to 100th anniversary」(DVD/TCAD-337)[32]
- 麗人REIJIN -Showa Era- コンサート(Blu-ray+DVD / VIZL-881)[33]
- 配信deタカラヅカ Dinner Show Collection ～杜けあき～[34]
- 夢の音楽会＃11「杜けあき・朝美 絢」[35]

その他、宝塚歌劇実況録音・主題歌集など。LP・CD多数。ダウンロード販売、サブスク配信もある。

## 著書
主な書籍
- 『120%のダーリン』[36]
- 『人生アドリブ活用術 ―88の「愛言葉」―』[37][38]

## 受賞歴
- 1982年、『阪急すみれ会パンジー賞』 - 新人賞[39]
- 1982年、『宝塚歌劇団年度賞』 - 1981年度新人賞[40]
- 1983年、『宝塚歌劇団年度賞』 - 1982年度努力賞[40]
- 1984年、『宝塚歌劇団年度賞』 - 1983年度努力賞[40]
- 1984年、『阪急すみれ会パンジー賞』 - 男役賞[39]
- 1985年、『宝塚歌劇団年度賞』 - 1984年度優秀賞[40]
- 1987年、『宝塚歌劇団年度賞』 - 1986年度優秀賞[41]
- 1988年、『宝塚歌劇団年度賞』 - 1987年度優秀賞[41]
- 1989年、『宝塚歌劇団年度賞』 - 1988年度優秀賞[41]
- 1992年、『阪急すみれ会パンジー賞』 - 特別賞[39]
- 1992年、第18回『菊田一夫演劇賞』 - 演劇賞[2]